# Napoléon (ferry de 1976)
Pour les articles homonymes, voir Napoléon (homonymie).
Le Napoléon est un ferry construit de 1975 à 1976 par les chantiers Dubigeon de Nantes pour la Société nationale maritime Corse Méditerranée (SNCM). Mis en service en juin 1976 sur les lignes de la continuité territoriale entre le continent français et la Corse, il restera pendant plus de dix ans le navire amiral de la SNCM. Supplanté par le Danielle Casanova en 1989, il est transféré sur les lignes du Maghreb vers l'Algérie et la Tunisie, tout d'abord à temps partiel puis à temps plein à partir de 1996. Vendu en 2002 à la compagnie marocaine Comarit, il est renommé Berkane (arabe : بركان, Barkan) et affecté aux lignes entre le Maroc et l'Espagne. À la suite de la faillite de son armateur en 2012, il est immobilisé au port d'Alméria jusqu'à sa vente fin 2014 pour sa démolition effectuée à Aliağa à partir du mois de janvier 2015.

## Histoire

### Origines
Au début des années 1970, quelques années après sa création, la Compagnie générale transméditerranéenne (CGTM) fait le constat que sa flotte en service entre le continent et la Corse tend rapidement à devenir inadaptée au transport massif des véhicules durant l'été et ne permet pas d'absorber la totalité du flux de passagers, en constante augmentation. Les lacunes sont telles que la compagnie se voit obligée de doubler ses car-ferries à l'aide de ses cargos afin de transporter le surplus de véhicules en été, ce qui s'avèrera très impopulaire auprès des passagers. Dans le cadre des discussions avec l'État, la CGTM est conduite à présenter un schéma général sur l’évolution de sa flotte, basé sur le remplacement entre 1975 et 1982 des navires de la flotte actuelle, en particulier le Napoléon et le Fred Scamaroni dont la configuration ne correspond plus à la tendance du trafic. Si les jumeaux Corse et Comté de Nice sont toujours performants, leurs installations fonctionnelles et peu confortables posent problème face aux exigences croissante de la clientèle. Le confort des aménagements était par ailleurs l'une des principales raisons qui avaient motivé l’acquisition du Roussillon et de l’Île de Beauté, à bord desquels la 4e classe a été supprimée et des espaces de restauration et de distractions de qualité ont été mis en place, mais à l'instar des autres navires, leur capacité garage reste néanmoins insuffisante.
Face à l'obsolescence progressive de sa flotte, la CGTM doit donc trouver une solution. À cet effet, l'armateur est aidé par les travaux de la commission interministérielle Longeaux qui se charge d'examiner les moindres aspects du marché en vue de définir la solution la plus adéquate possible. L'hypothèse retenue sera celle d'un navire de 155 mètres dont l'architecture sera articulée autour d'un tambour central, ce qui permettrait d’avoir un garage proposant une capacité légèrement supérieur de l'ordre de 500 places et avant tout une plus grande facilité dans les opérations commerciales. L'accès est prévu au moyen d'une porte rampe arrière, d'une porte avant, ainsi que de deux portes latérales. En plus de la capacité du garage, la vitesse est une caractéristique primordiale dans la mesure où ce navire doit être capable d'effectuer une rotation par jour pendant la saison d’été, ce qui requiert une vitesse d'au moins 23,5 nœuds. Afin de pouvoir accoster par tous les temps, y compris les plus mauvaises conditions, ses qualités manœuvrières doivent être les plus performantes possibles. À cet effet, il est prévu de le doter de deux propulseurs d'étrave de 800 chevaux et de deux safrans. Tout cela doit permettra à cette nouvelle unité de transporter chaque semaine, en période estivale, autant de passagers et le double de voitures que deux des car-ferries alors en service. En raison de ses dimensions exceptionnelles, le futur navire ne pourra cependant être affecté qu'à la desserte d'Ajaccio, le port de Bastia étant trop restreint pour l'accueillir. La commission Longeaux préconisait initialement la construction de deux navires identiques pour la desserte respective de ces deux ports, mais la problématique des infrastructures bastiaises conduira rapidement à l'abandon de cette solution.
Les caractéristiques techniques définies, la compagnie se penche alors sur les aménagements intérieurs. Avec une capacité arrêtée à environ 1 850 passagers en traversée de nuit et 1 400 en traversée de jour, il est prévu un self de 300 places, un restaurant de 200 places, un bar-lido avec piscine, ainsi qu’un cinéma de 200 places ou, à la place, un salon de 100 places. Les couchettes constituent la majorité des installations pour les passagers, elles seront complétées par deux locaux de fauteuils Pullman à l’arrière, de part et d’autre de la cuve de la piscine. Ces installations seront réparties en deux classes, la 1re classe proposera des cabines équipées pour la plupart de sanitaires privés tandis que la 2de classe sera essentiellement composée de couchettes SNCF. Afin de faciliter l’embarquement et le débarquement des passagers avec véhicule, deux escalators, réversibles, sont prévus à l’avant et à l’arrière.
Le choix du constructeur va se porter sur les chantiers Dubigeon de Nantes. Afin de garantir une mise en service pour l'été 1976, la commande du navire est passée avant la fin de l'année 1973, le 27 décembre. Afin de rendre possible ce projet, la CGTM, incapable d'assumer seule un investissement aussi conséquent, a pu bénéficier d'une aide financière de l'État dans le cadre de la mise en place de la continuité territoriale. Le futur fleuron de la CGTM est baptisé Napoléon, nom précédemment porté par le premier car-ferry desservant lignes de la Corse, tout juste retiré de la flotte.

### Construction

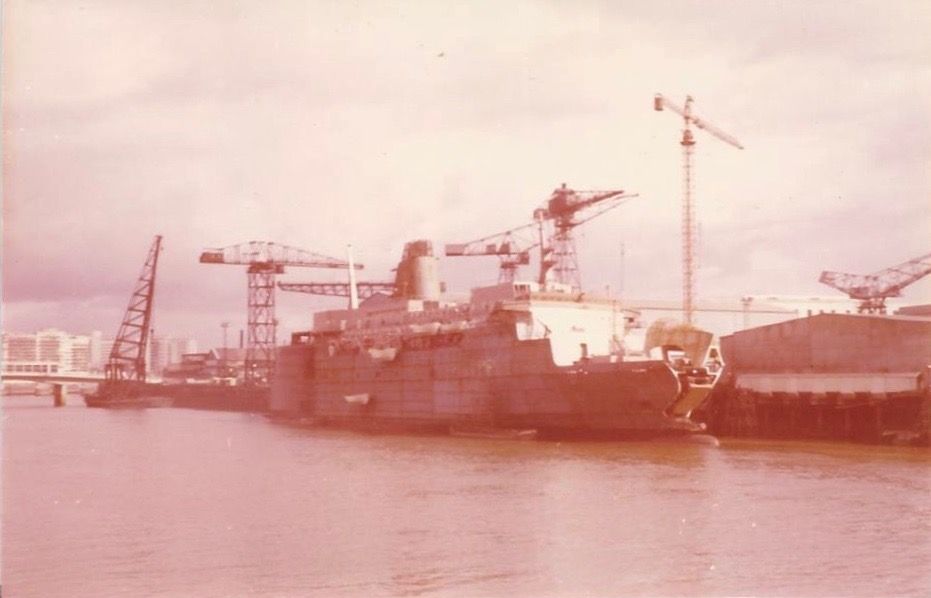
Le Napoléon en finitions à Nantes vers 1976.

Le Napoléon est mis sur cale à Nantes le 10 mars 1975 et lancé le 4 novembre, il est baptisé le même jour en compagnie de sa marraine, Anne-Aymone Giscard d'Estaing, épouse du président Giscard d'Estaing. Le Napoléon passe ensuite en carénage aux Chantiers de l’Atlantique à Saint-Nazaire du 23 au 28 décembre 1975. Au cours des travaux de finition, la mise en place du service de continuité territoriale entre le continent et la Corse amène alors à la nationalisation de la CGTM qui devient la Société nationale maritime Corse-Méditerranée (SNCM) le 16 mars 1976. Cet évènement va entraîner quelques modifications du navire par rapport au projet initial. À la demande des pouvoirs publics, la piscine va être supprimée afin d'augmenter le nombre de fauteuils Pullman. Il ne subsistera également qu'une seule porte rampe latérale, à bâbord. Le 4 mai 1976, des essais préliminaires se déroulent dans la Loire suivis des essais à la mer du 11 mai à 14h15 au 14 mai à 8h00 autour de l'archipel des Glénan où le navire atteint la vitesse de 25,3 nœuds. Le Napoléon est livré à la SNCM le 4 juin 1976, à ce moment, il est le plus gros car-ferry au monde et le restera jusqu'à la mise en service du ferry finlandais Finnjet en 1977.

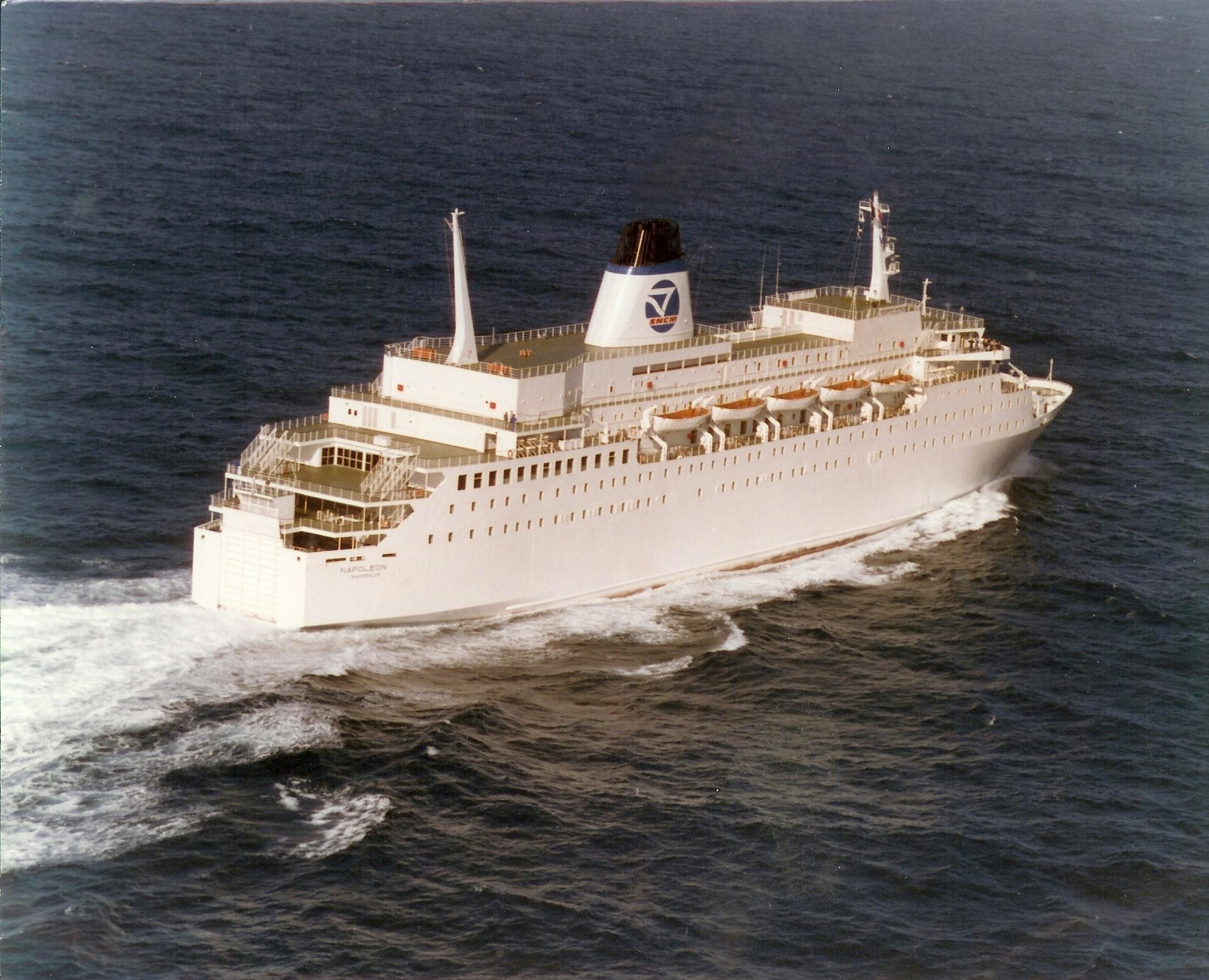
Le Napoléon lors de ses essais en mer.

### Service

#### SNCM (1976-2002)
Le 5 juin 1976 à 9h33, Le Napoléon, arborant sur sa cheminée les couleurs de la SNCM, quitte Nantes sous les ordres du commandant Mouilhade. Au cours du passage du détroit de Gibraltar, le navire essuie une tempête, permettant de témoigner de sa remarquable tenue de mer et de très bonne stabilité. Au terme de ce voyage, il accoste à Marseille le 8 juin à 16h26 au poste 86.
Le lendemain, à 7h00, le navire appareille pour se diriger vers la forme 9 afin d’effectuer un carénage. Cependant, lors de la manœuvre, un dysfonctionnement de la commande du pas de l'hélice bâbord survient. Aussitôt, l'ordre de mouiller l'ancre bâbord et d'actionner les propulseurs à puissance maximale est donné, mais ceci n'empêche pas le Napoléon de heurter avec son bulbe d’étrave le quai du poste 87. À la suite de son entrée en cale sèche, il est constaté une déformation du côté tribord du bulbe, nécessitant une immobilisation jusqu’au 15 juin, puis de nouveaux essais en mer. Cet incident entraînera le report de sa mise en service, prévue initialement pour le 11 juin.
Le 21 juin 1976, le Napoléon appareille à 19h30 à destination d’Ajaccio pour son voyage inaugural, avec à son bord 1 096 passagers et 258 voitures. Le lendemain aux alentours de 7h00, le navire arrive pour la première fois en Corse, salué par trois coups de canon, auxquels il répond en sonnant sa sirène. Accueilli par les habitants, la musique municipale en tenue de grognards ainsi que des majorettes, son arrivée est accompagnée au son de La Marseillaise et de L'Ajaccienne après que la passerelle soit mise en place, puis la cérémonie de bienvenue est conclue par Austerlitz. À 11h30, le Napoléon appareille pour une mini-croisière jusqu’au golfe du Valinco durant laquelle un repas est servi au restaurant La Malmaison et un concert est donné par la musique municipale. Cette sortie en mer s'achève à 16h30 par le retour du car-ferry au quai L'Herminier. Une réception est ensuite donnée à 17h00 dans le salon napoléonien de la mairie d'Ajaccio, où le commandant Mouilhade reçoit la médaille de la ville des mains du maire, Charles Ornano, avant de signer le livre d’or. À l'issue de son inauguration, le Napoléon entame son service régulier dans le cadre de la continuité territoriale entre la Corse et le continent. En raison de sa longueur l'empêchant d'accoster à Bastia, il n'est dévolu dans un premier temps qu'à la seule desserte d'Ajaccio depuis Marseille mais également Toulon en été.
Dans la nuit du 12 janvier 1977, au cours d'une traversée entre Tunis et Marseille par mauvais temps, l'équipage du Napoléon reçoit un appel de détresse du cargo espagnol Angel, qui a vu son chargement de rails de chemin de fer se désarrimer sous l'effet de la houle, ce qui a provoqué son chavirage. Lorsque le Napoléon arrive sur place dans l'après-midi, deux embarcations sont repérées, l'une vide, l'autre occupée par sept marins rescapés qui sont transférés à bord du ferry vers 16h00. Durant le sauvetage, le second Jacques Dubois descend dans l'embarcation afin d’arrimer les naufragés, ce qui lui vaudra une médaille de bronze et le diplôme de sauvetage de la part du délégué départemental de la SNSM à bord du Provence le 24 mars 1978. En plus du second Dubois, le commandant Castelli recevra les mêmes distinctions et trois matelots ayant participé au sauvetage seront félicités.
Quelques mois plus tard, le 10 septembre, vers 5h30, alors que le Napoléon arrive en rade de Marseille en provenance d'Ajaccio et s'apprête à embarquer le pilote du port entre l'île de Maire et le Frioul, le cargo Tenes de la Compagnie nationale algérienne de navigation survient brusquement sur la route du ferry. Le navire algérien, arrivant par tribord, vire à droite au risque d’être éperonné. Devant la situation, le commandant Mouilhade, donne immédiatement l'ordre de virer à gauche afin que les coques des deux navires se frottent, ce qui a pour effet de limiter les dégâts. Le flanc du Napoléon est endommagé jusqu’à l'arrière et les abords de onze cabines ont également subit des dégâts. De son côté le roulier algérien a lui aussi essuyé des dommages le long de sa coque. L'incident n'a fait aucun blessé.
Dans la nuit du 15 au 16 avril 1978 alors que le Napoléon navigue entre Ajaccio et Marseille par mauvais temps, l'équipage aperçoit vers 4h10 une fusée de détresse. Une fois le CrossMed averti, le navire se déroute en direction de la fusée. En chemin, une nouvelle fusée est aperçue et vers 4h45, un canot pneumatique avec un seul occupant à son bord est repéré, il s'agit d'un néerlandais rescapé du naufrage de son voilier ayant sombré quelques heures auparavant. En raison des très mauvaises conditions météorologiques, l'équipage ne peut déborder une des embarcations sans courir un grand risque, il est alors décidé d'approcher le navire au plus près du naufragé. À l'issue de la manœuvre, celui-ci est recueilli à bord et le navire reprend sa route vers Marseille.
En mai 1979, le navire se voit installer un chenil de 60 places au sein d'un local adjoint au niveau de la base arrière de la cheminée, sur le pont supérieur. Cette même année, le port de Bastia est enfin en capacité d'accueillir le car-ferry grâce à l'aménagement du côté sud du môle oblique. Le Napoléon réalise ainsi sa première escale à Bastia le 21 juin 1979.
Durant un arrêt technique effectué du 14 février au 23 mars 1988, le navire est repeint aux nouvelles couleurs de la SNCM avec la modification de l'emblème de la compagnie sur sa cheminée. D'autres interventions sont également effectuées telles que la modernisation des intérieurs ainsi que l'installation d'un nouveau radar.
Au début du mois de juillet 1988, à l'occasion du renouvellement de la convention entre l'Office des transports de la région Corse (OTRC) et la SNCM, il est prévu que le remplacement du Provence par le futur Danielle Casanova entraîne une nouvelle utilisation du Napoléon. En plus de desservir la Corse, le navire devra constituer un renfort supplémentaire au Liberté sur les lignes vers l'Afrique du Nord, à raison d'un voyage hebdomadaire en saison estivale. Les contraintes commerciales des lignes du Maghreb nécessitent cependant des modifications telles que la séparation des classes Cabine et Économique. À cet effet, il est décidé que la salle de restaurant et le bar arrière seront intégrés à la classe Cabine tandis qu'un nouveau self-service sera aménagé pour la classe Économique. Deux solutions sont alors envisagées, le réaménagement des volumes existant ou la construction d’un bloc supplémentaire pour la création d'un self-service. La diminution du nombre de couchettes n'étant pas trop pénalisante, c'est la première solution qui sera adoptée. Le bloc, pesant environ 100 tonnes aurait modifié certaines caractéristiques du navire et aurait provoqué à terme des problèmes au niveau de son exploitation.
Les transformations ont lieu durant l'arrêt technique du navire entre le 4 janvier et le 10 mars 1989. Le self-service et la salle à manger d'origines sont démolis pour laisser place à un restaurant de 310 couverts. Le self est quant à lui réaménagé au pont E à la place des cabines avant tribord au sein d'une salle de 270 places. La capacité d'accueil en restauration est ainsi presque doublée. Des travaux sont également effectués pour la séparation des classes, en prévision des voyages vers Alger et Tunis. Le navire transformé et rénové, toujours au service de la continuité territoriale, entame une carrière parallèle en devenant un lien supplémentaire entre la France et le Maghreb.
À cette même période, l'arrivée du Danielle Casanova s'accompagne d'une série de changements dans l'identité visuelle de la SNCM qui mise désormais sur la qualité du service. C'est dans ce cadre qu'en 1990, à l'occasion de son arrêt technique, le Napoléon se voit paré d'une nouvelle livrée. Une bande bleue turquoise vient border les sabords des cabines du pont D et la marque commerciale « SNCM Ferryterranée » est peinte sur la coque, jusqu'ici vierge de toute inscription.
Malgré les importantes transformations de 1989, il apparaîtra en 1993 que le Napoléon se révèle de moins en moins adapté au trafic. Sur les lignes de la Corse, la convention de continuité territoriale de 1976 retient généralement une durée de vie de seize ans pour les car-ferries. Le Napoléon peut toutefois raisonnablement être exploité jusqu'à l'âge de vingt ans, mais sa conception ancienne rend son coût d'exploitation plus élevé chaque année, des gains de productivité ne seraient possibles que par une refonte complète ou de grandes modifications onéreuses, telles que l'automatisation de la salle des machines. Son utilisation intensive depuis sa mise en service, ajoutée au fait qu’il soit équipé de deux moteurs, fait que le car-ferry est fréquemment en avarie machine, entraînant des conséquences néfastes sur l'exploitation. Enfin, le navire n’est pas adapté aux nouvelles normes SOLAS de 1990 concernant la sécurité incendie et la stabilité des navires après avarie. La SNCM prend alors la décision de remplacer le Napoléon dès 1996 afin de se prémunir contre son obsolescence. Après examen de son impact sur le bilan de la compagnie à l'horizon 2001, il est finalement retenu de conserver le Napoléon jusqu'à cette date en l'exploitant sur les lignes du Maghreb dès la mise en service de son successeur.

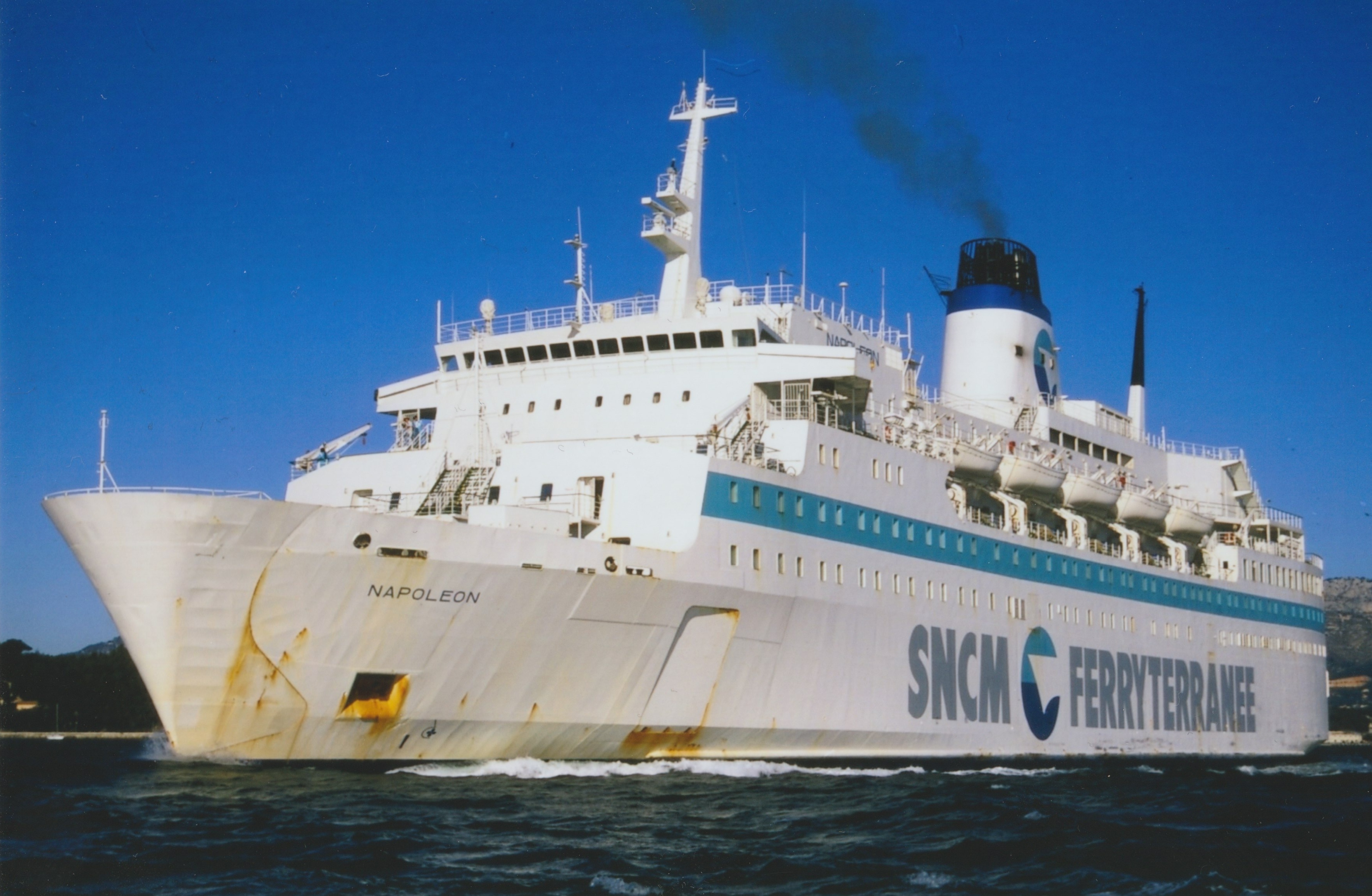
Le Napoléon arborant la livrée « SNCM Ferryterranée » en 1995.

En 1995, Le Napoléon effectue pour la première fois une escale à Calvi à l'occasion du Festival du Vent. Il sert de cadre à plusieurs animations et rencontres lors des journées du 26 et 27 octobre. Le départ a lieu à 20h00 en coordination avec un concert d’orgues à feu sur le quai.
À partir de 1996, à l'occasion de la mise en service du cruise-ferry Napoléon Bonaparte, le Napoléon est transféré comme convenu sur la desserte exclusive des lignes du Maghreb, principalement vers Alger mais aussi vers Tunis. Son garage de 500 voitures ne correspond cependant plus au trafic, il se trouve ainsi souvent complet alors que de nombreuses cabines sont vides.
Le 31 août 1996, alors que le navire effectue une traversée entre Alger et Marseille par mauvais temps, un incendie se déclare à 7h15 dans la salle des machines sur le moteur tribord blessant un matelot. Le car-ferry est alors immobilisé dans la tempête tandis que le membre d’équipage est évacué par hélicoptère. Le Napoléon parvient quant à lui à rejoindre Marseille le soir par ses propres moyens, sur son unique moteur bâbord, escorté par le remorqueur Mérou, dépêché par la préfecture maritime de Toulon.
Du 15 au 20 avril 1997, le navire est affrété par le ministère de la Défense. À cet effet, il quitte Toulon le 16 avril pour rejoindre Durrës en Albanie avec à son bord 616 militaires et 600 mètres linéaires de chargement. Dès le déchargement terminé, il rentre sur Toulon, avec six convoyeurs à son bord. N'étant équipé que de deux moteurs, le Napoléon n'aura pris part qu'à peu d'opérations militaires, à l'inverse de la plupart des autres navires de la SNCM, la Marine nationale privilégiant en effet des navires à quatre moteurs.
Le 14 septembre 2001, le Napoléon arrive à Marseille à 10h35 en provenance d’Alger et achève sa toute dernière traversée commerciale sous les couleurs de la SNCM. Désarmé dans un premier temps au poste 113, le navire quitte Marseille le 5 novembre à 9h50 pour rejoindre la darse des chantiers de La Ciotat où il reste stationné en attente d’un acquéreur. Le 16 avril 2002, il est cédé à la compagnie marocaine Comarit.

#### Comarit (2002-2012)

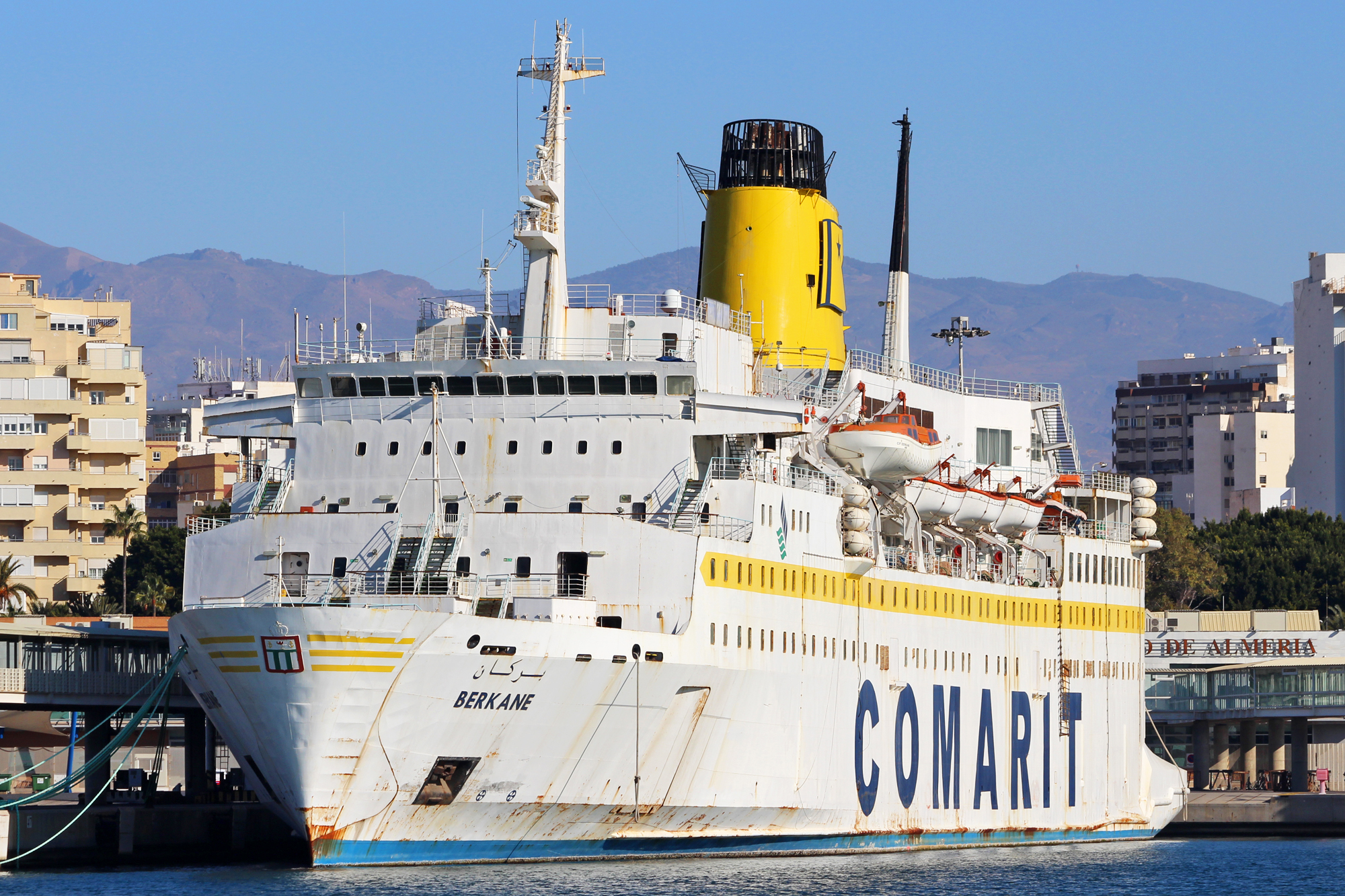
Le Berkane désarmé dans le port d'Alméria en janvier 2015, peu avant son départ à la casse.

Livré le 6 mai 2002 à Comarit, le navire prend le nom de Berkane et passe sous pavillon marocain. Il est ensuite conduit à Barcelone afin d'être mis aux standards de son nouveau propriétaire. Au cours des transformations, sa cheminée ainsi que la bande bleue longeant les hublots du pont 6 sont repeintes en jaune et les logos de Comarit sont ajoutés sur ses flancs. Entre autres interventions, la décoration intérieure est modifiée et le chenil installé en 1979 au pied de la cheminée est démonté. Une fois les travaux terminés, le Berkane est mis en service au mois de juin sur les liaisons reliant le Maroc à l'Espagne. Exploité principalement entre  Nador et Almería, il dessert cette ligne en compagnie d'un autre ancien navire de la SNCM, l'ex-Estérel, employé sur cet axe par la compagnie Ferrimaroc depuis 1997 sous le nom de Mistral. En décembre 2002, Comarit fera l'acquisition auprès de la SNCM du Liberté qui sera mis en service entre le Maroc et la France en 2003 sous le nom de Biladi.
En avril 2004, le navire rejoint les chantiers allemands Blohm + Voss de Hambourg pour y effectuer son arrêt technique. Au cours de celui-ci, des stabilisateurs en queue de canard sont ajoutés à l'arrière afin de répondre aux nouvelles normes de sécurité. Les travaux s'achèvent au mois de juin.
À la suite des difficultés financières de son armateur, le navire est immobilisé dans le port d’Almeria en janvier 2012. Vendu aux enchères, il quitte l’Espagne en remorque le 22 janvier 2015 à destination des chantiers de démolition d’Aliaga en Turquie. Son dernier voyage se termine le 19 février suivant.

## Aménagements
Le Napoléon possédait 11 ponts. Au début de sa carrière, ces ponts étaient désignés par ordre alphabétique du plus haut jusqu'au plus bas. Vers la fin des années 1990, ils seront finalement désignés par numérotation classique. Les installations des passagers occupaient la totalité des ponts 7, 6 et 5 ainsi qu'une partie des ponts 9 et 2. L'équipage était pour sa part logé dans la totalité du pont 8 et l'état-major avait ses quartiers à l'avant du pont 9. Les ponts 3 et 4 étaient quant à eux entièrement consacrés au garage.

### Locaux communs
À sa mise en service, le Napoléon était équipé de deux espaces de restauration au milieu du pont C (pont 7), le restaurant La Malmaison du côté bâbord pouvant accueillir 133 personnes et le restaurant self-service Bivouac situé à tribord disposant d'une capacité de 213 personnes. À la poupe se trouvait un vaste bar-salon, le Salon des Aigles proposant 436 places. Les passagers avaient également à leur disposition une véritable salle de cinéma de 350 places à la poupe au pont A, qui sera longtemps considérée comme une des premières salles de Marseille, par sa fréquentation, ainsi qu'une boutique au pont E à proximité du point d'informations.

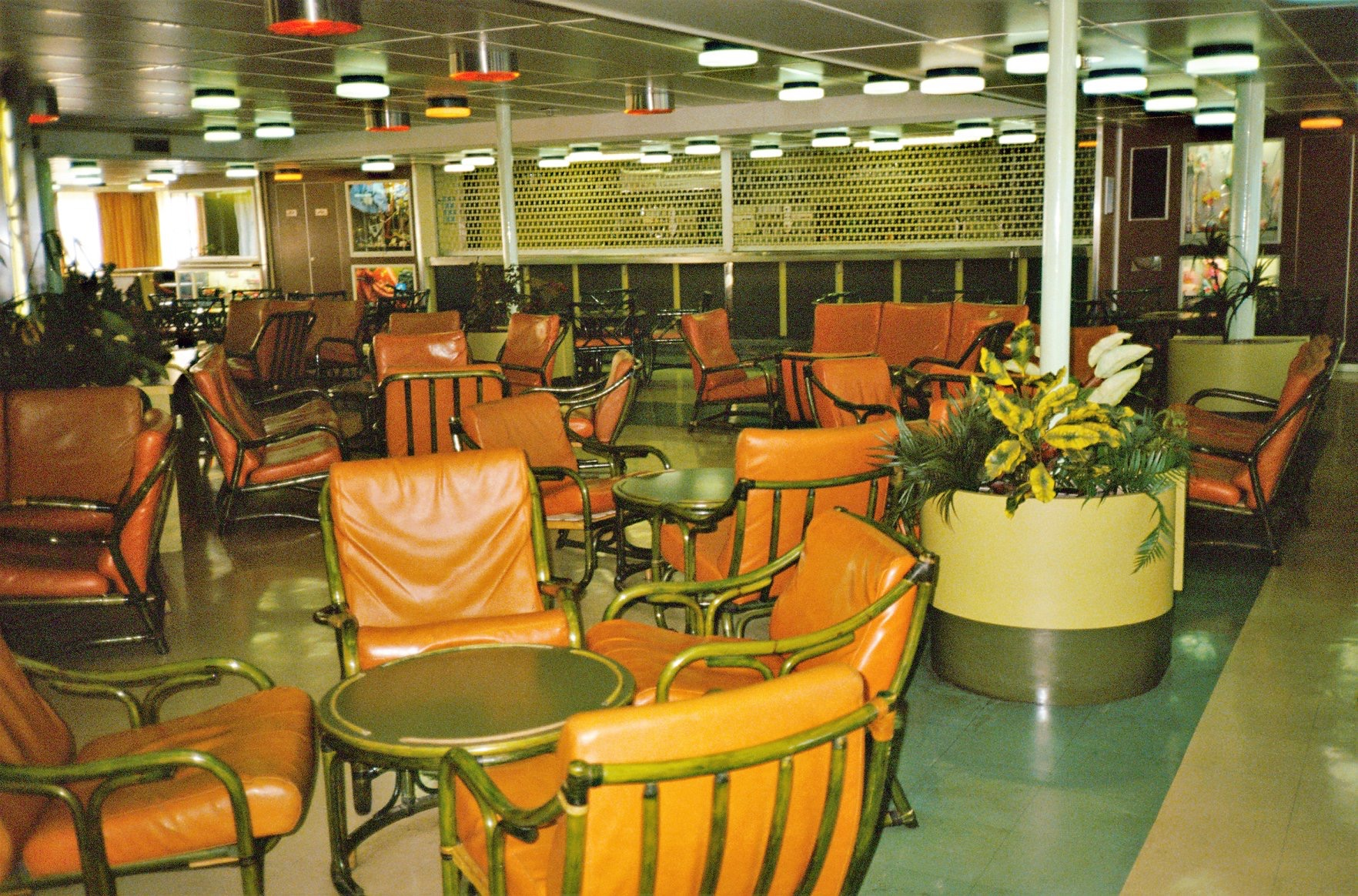
Bar-salon Le Salon des Aigles, situé au pont C arrière.
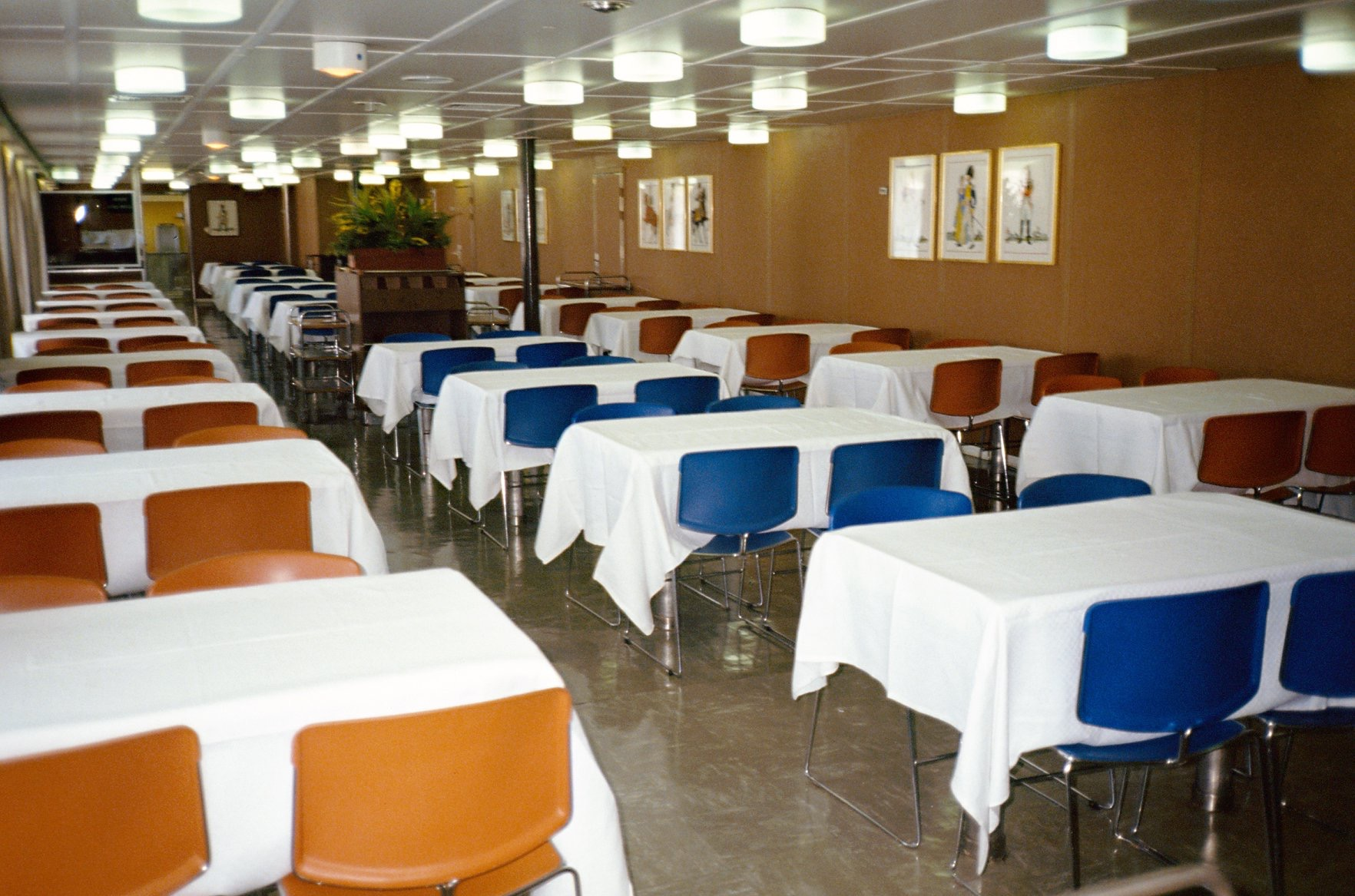
Restaurant La Malmaison, situé au pont C du côté bâbord.
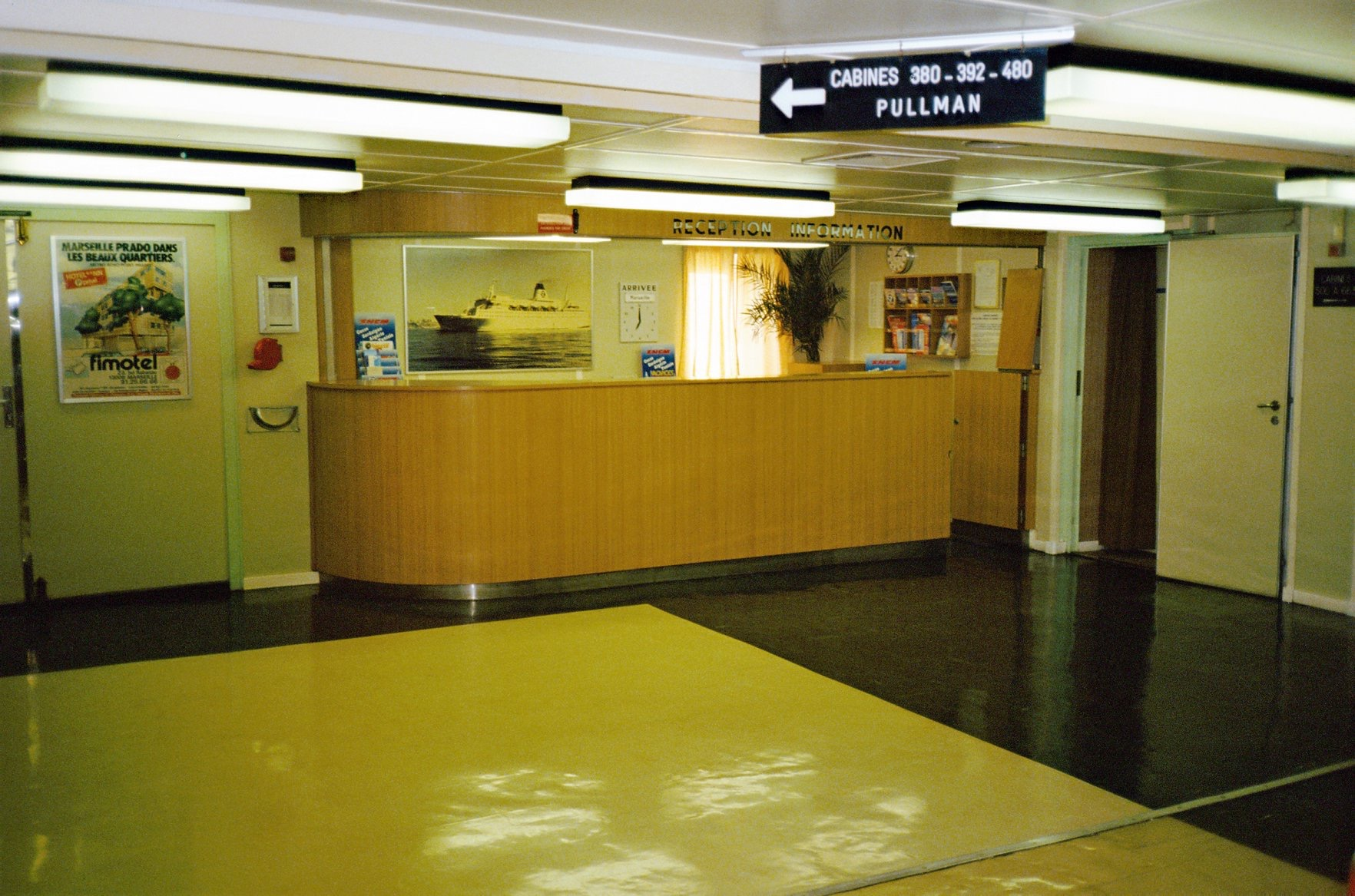
Bureau informations à l'arrière du pont E.

Durant les transformations effectuées au cours de l'hiver 1989, la disposition des installations connaît quelques modifications visant à les adapter aux lignes du Maghreb. Le restaurant et le self-service sont démolis et remplacés par un nouveau restaurant 320 places destiné à la classe Cabine. Le self-service, destiné à la classe Économique est alors réaménagé au pont E à la proue du côté tribord à la place de certaines cabines de seconde classe et peut à présent accueillir 270 passagers. La décoration et la disposition des meubles du bar-salon sont également modifiés et sa capacité réduite à 400 places.
Sous le nom de Berkane, la disposition des installations ne connaîtra pas de grands changements, la plupart des espaces tels que le restaurant, le bar et le self ont été conservés, mais il semblerait que le salon fauteuil du pont 5 ait été supprimé et remplacé par une galerie comprenant notamment des salons de coiffure.

### Cabines
Au début de sa carrière, les cabines du Napoléon étaient réparties entre la 1re et la 2de classe. Les installations de 1re classe étaient situées sur le pont D et comportaient 104 cabines extérieures, dont 47 à deux places et 57 à quatre places, et 93 cabines intérieures, dont 38 à deux places et 55 à quatre places. Les cabines extérieures proposaient des couchettes de type wagon-lits et étaient équipées de sanitaires privés comprenant douche, WC et lavabo. Les cabines intérieures étaient quant à elles équipées de couchettes type SNCF et disposaient d'un lavabo.
Les installations de 2de classe étaient situées en grande majorité sur le pont E et comprenaient 71 cabines extérieures (31 à deux places et 40 à quatre), et 71 cabines intérieures (30 à deux places et 41 à quatre). Toutes étaient équipées de couchettes type SNCF et disposaient d'un lavabo. 88 cabines internes (30 à deux, 58 à quatre) étaient aussi présentes à l'avant du pont H, sous les garages tandis qu'un salon de 488 fauteuils Pullman était également situé à l'arrière du pont E.
À la fin des années 1980, la notion de classes sera progressivement abandonnée et les cabines seront divisées en catégorie (A, B et C) selon les prestations. La catégorie A est attribuée aux cabines avec sanitaires, la catégorie B correspond aux wagons-lits, et la C correspond aux couchettes SNCF.
Lorsque le Napoléon est exploité de manière plus régulière sur les lignes d'Afrique du Nord, à partir de 1989, les installations de 1re classe sont considérées durant ces traversées comme celles de la classe Cabine tandis que celles de la 2de sont attribuées à la classe Économique. Le nombre de couchettes est également revu à la baisse en raison de l'ajout d'un self-service à la place de cabines du pont E. À la fin des années 1990, la séparation des classes sur les lignes du Maghreb sera progressivement abandonnée au profit d'une classe unique donnant accès à l'ensemble du navire à tous les passagers.
Sous pavillon marocain, la disposition des cabines n'est pas modifiée. Seul le salon fauteuil sera supprimé et remplacé par une galerie marchande.

## Caractéristiques
Le Napoléon mesurait 155 mètres de longueur pour 23 mètres de largeur, son tonnage était de 14 918 UMS. Le navire avait une capacité de 1 844 passagers et était pourvu d'un garage pouvant contenir 500 véhicules répartis sur deux niveaux. Le garage était accessible par trois portes rampes, une à la proue de 3,10 mètres de large et 5 mètres de hauteur, une à la poupe de 7 mètres de large et 5 mètres de hauteur et une porte latérale située à la proue du côté bâbord de 2,60 mètres de large et 4,50 mètres de hauteur. Pour accéder aux installations, le navire était équipé de deux escalators réversibles à l'avant et à l'arrière. Cette solution sera cependant abandonnée sur ses successeurs car la machinerie et les surfaces utilisées étaient trop importantes. La propulsion du Napoléon était assurée par deux moteurs Pielstick 18PC3V, 18 cylindres en V développant une capacité de 25 171 kW entrainant deux hélices Lips à quatre pales orientables de 4,35 mètres de diamètre, faisant filer le navire à une vitesse de 24 nœuds. Le car-ferry était en outre doté de deux propulseurs d’étrave de 800 chevaux chacun et d'un stabilisateur anti-roulis à deux ailerons repliables AEG. Le navire disposait de huit embarcations de sauvetage ouvertes, six de taille moyenne et deux de petites taille. Ces dispositifs seront modernisés à plusieurs reprises, notamment en 2011, avec l'installation de deux embarcation fermées de grande taille. En 2004, un bloc stabilisateurs est ajouté à l'arrière du navire aux chantiers Blohm + Voss à Hambourg, portant à l'occasion le tonnage à 20 182 UMS.

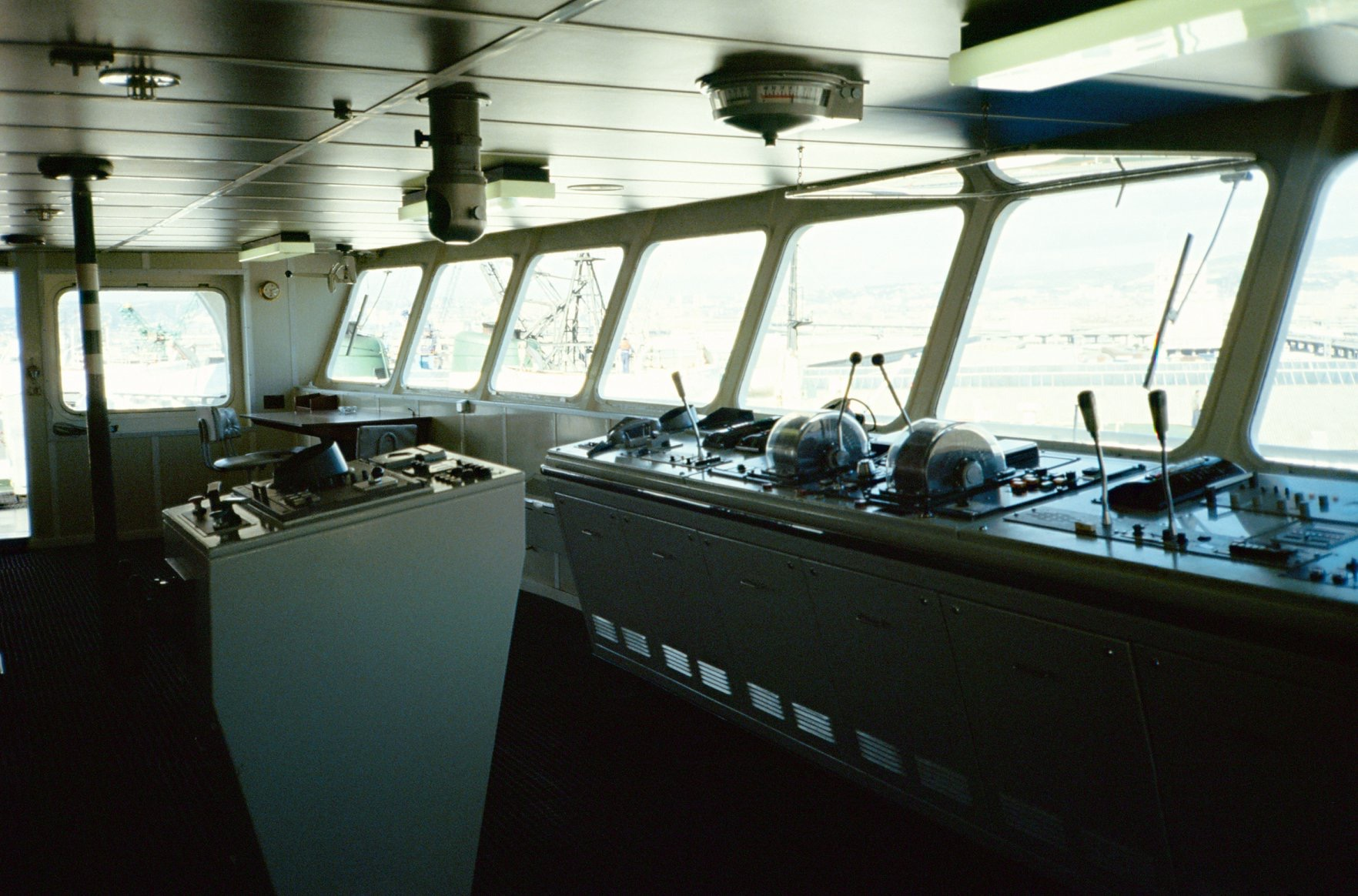
Passerelle de navigation.
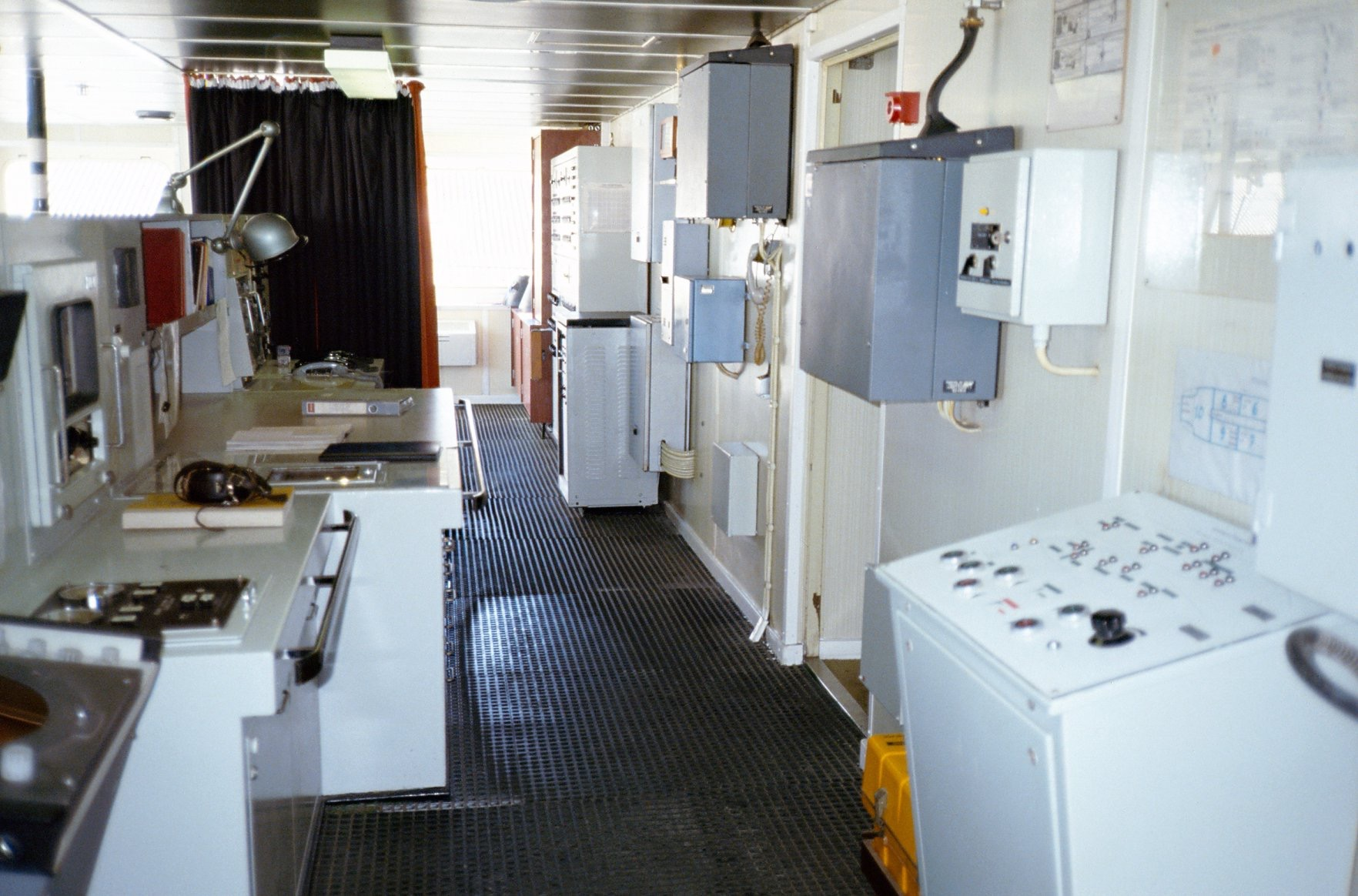
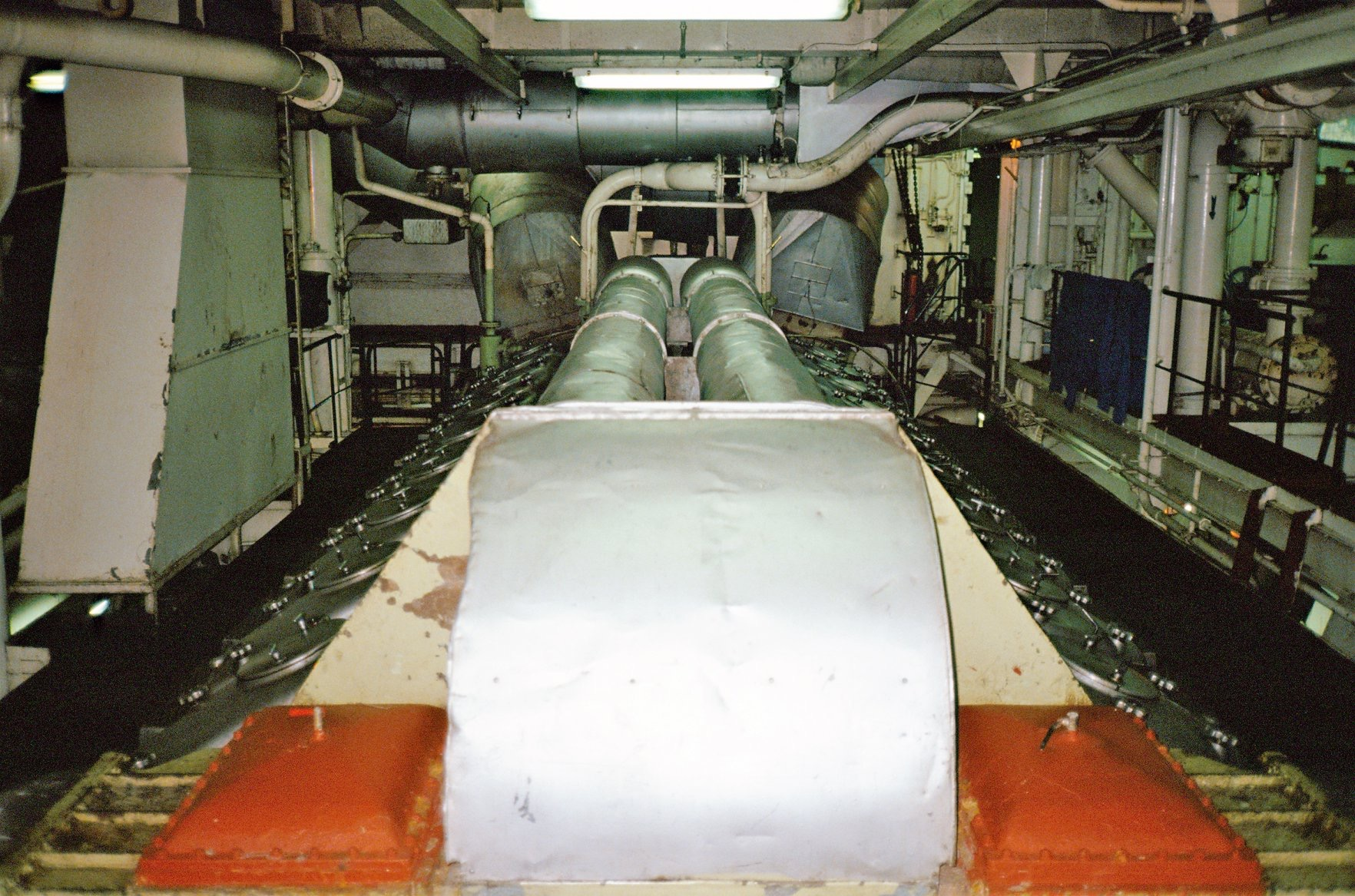
L'un des deux moteurs principaux, d'une puissance de 17 100 chevaux.
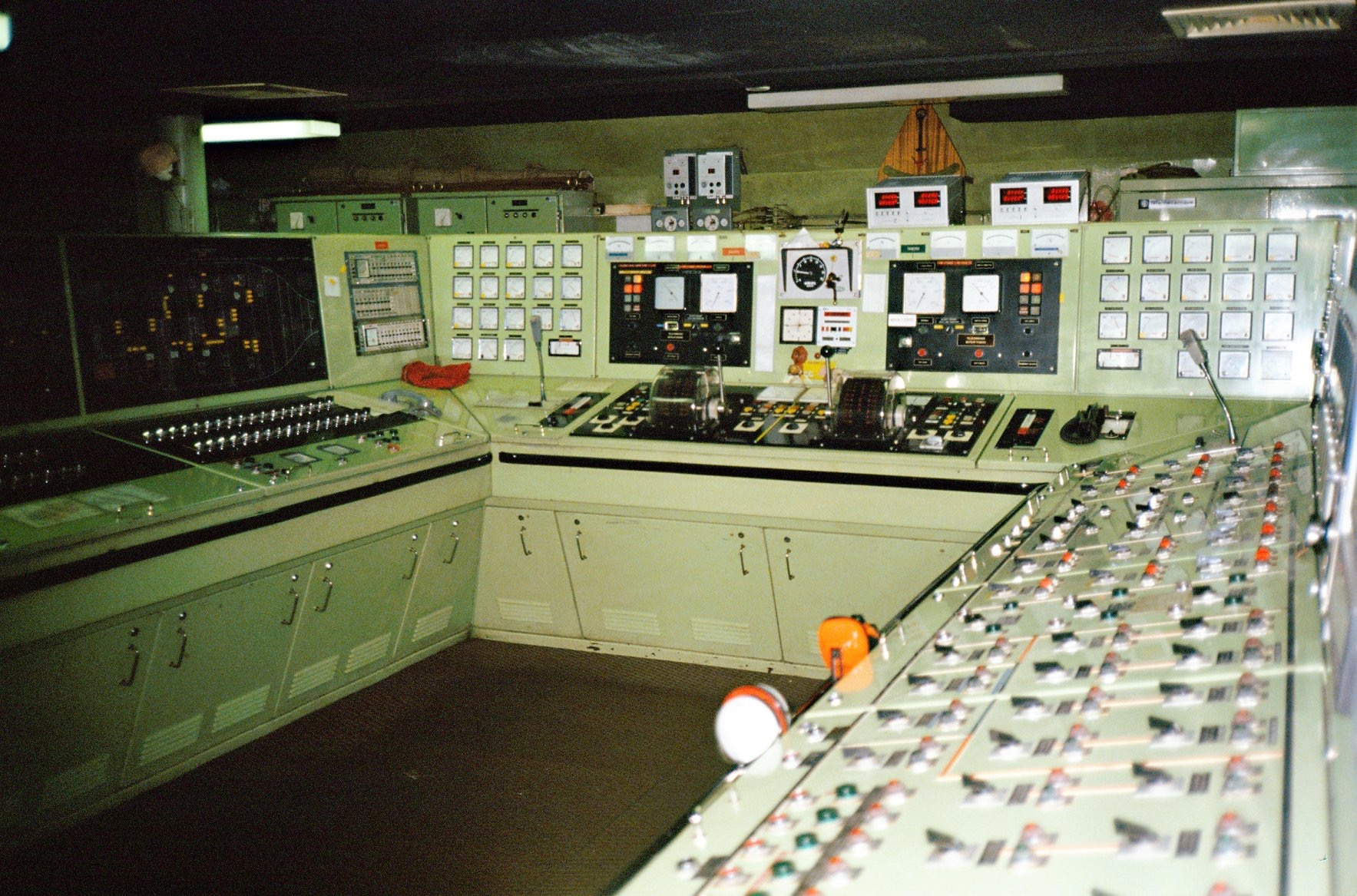
Centre de contrôle de la salle des machines.

## Lignes desservies
- Pour la SNCM de 1976 à 2001 :

De 1976 à 1989, le Napoléon effectuait la desserte de la Corse principalement vers le port d'Ajaccio au départ de Marseille et parfois de Toulon et était également positionné sur Bastia à partir de 1979. Le navire effectuait aussi de manière occasionnelle des traversées vers l'Algérie et la Tunisie pour suppléer le Roussillon puis le Liberté en arrêt technique sur les lignes Marseille - Tunis, Marseille - Alger et Marseille - Oran mais plus rarement sur Sète - Oran. À partir de 1989, le Napoléon est placé alternativement sur la desserte de la Corse et du Maghreb ainsi que de la ligne Gênes - Bastia de la filiale Corsica Marittima en 1995. À compter de 1996, il navigue exclusivement sur les lignes du Maghreb jusqu'en 2001, année à laquelle il est retiré du service.
- Pour la Comarit de 2002 à 2012 :

De 2002 à 2012, le navire, renommé Berkane, est employé entre le Maroc et l'Espagne, sur les lignes Tanger - Alméria et Nador - Alméria. Il effectuait également, de manière occasionnelle, des rotations sur les autres lignes de la compagnie, notamment vers la France entre Tanger et Sète.